# Філіппо Галлі
Філіппо Галлі (італ. Filippo Galli, нар. 19 травня 1963, Монца) — італійський футболіст, що грав на позиції захисника. По завершенні ігрової кар'єри — футбольний тренер.
Виступав, зокрема, за клуб «Мілан», а також молодіжну збірну Італії.
П'ятиразовий чемпіон Італії. Чотириразовий володар Суперкубка Італії з футболу. Триразовий володар Суперкубка УЄФА. Дворазовий володар Міжконтинентального кубка. 

## Клубна кар'єра
У дорослому футболі дебютував 1982 року виступами за команду клубу «Пескара», в якій провів один сезон, взявши участь у 28 матчах чемпіонату. 
Своєю грою за цю команду привернув увагу представників тренерського штабу клубу «Мілан», до складу якого приєднався 1983 року. Відіграв за «россонері» наступні тринадцять сезонів своєї ігрової кар'єри.
Згодом з 1996 по 2002 рік грав у складі команд клубів «Реджяна», «Брешія» та «Вотфорд».
Завершив професійну ігрову кар'єру у клубі «Про Сесто», за команду якого виступав протягом 2002—2004 років.

## Виступи за збірну
Протягом 1984–1987 років залучався до складу молодіжної збірної Італії. На молодіжному рівні зіграв у 7 офіційних матчах.

## Кар'єра тренера
Розпочав тренерську кар'єру невдовзі по завершенні кар'єри гравця, 2006 року, увійшовши до тренерського штабу клубу «Мілан». Спочатку працював з командою дублерів, а протягом 2008-2009 років був одним з тренерів основної команди.

## Титули і досягнення
- Чемпіон Італії (5):

«Мілан»:  1987–88, 1991–92, 1992–93, 1993–94, 1995–96
- Володар Суперкубка Італії з футболу (4):

«Мілан»:  1988, 1992, 1993, 1994
- Переможець Кубка чемпіонів/Ліги чемпіонів УЄФА (3):

«Мілан»: 1988–89, 1989–90, 1993–94
- Володар Суперкубка УЄФА (3):

«Мілан»:  1989, 1990, 1994
- Володар Міжконтинентального кубка (2):

«Мілан»:  1989, 1990